# Андрюшино (Свердловская область)
Андрю́шино — село в Гаринском городском округе Свердловской области России, административный центр Андрюшенского сельского поселения.

## Географическое положение
Андрюшино расположено на левом берегу реки Анеп (правого притока реки Тавды), в 45 километрах (по дороге в 51 километре) к юго-востоку от районного центра — посёлка Гари, в 118 километрах к северо-западу от села Таборы и в 309 километрах к северо-востоку от Екатеринбурга.

## История
Село основано в начале XX века в ходе Столыпинской аграрной реформы, когда крестьянам было разрешено выходить из общины на хутора и отруба. Административно-территориально село Андрюшино принадлежало к Пелымской волости Туринского уезда Тобольской губернии. 
В советское время Андрюшино стало центром Андрюшинского сельсовета Гаринского района. 11 июля 1974  года решением Свердловского облисполкома был упразднён соседний Анепский сельсовет. Входящие в его состав населённые пункты были переданы в административно-территориальное подчинение Андрюшинского сельсовета.

## Николаевская церковь
В 1911 году на средства Переселенческого управления была построена деревянная однопрестольная церковь, которая была освящена во имя святого Николая, архиепоскопа Мирликийского.
По данным на 1913 год к приходу церкви относились следующие населённые пункты: Казанцева, Костюрский, Тимьяр, Ольгушино, Средне-Анепский, Междуреченский, Сионская Гора, Нижнетагильский. Всего в приходе было 116 дворов, 709 прихожан. По данным клировых ведомостей по Туринскому уезду за 1916 год, к приходу Андрюшинской церкви относились жители посёлков Казанцевский, Междуреченский, Мочальный, Средне-Анепский, Тимьярский, Неулинский, Костюрский, Сионская Гора, Ворошинский, Нижне-Ташинский. В приходе было 326 дворов и 1874 прихожанина.
Церковь была закрыта в 1930-е годы.

## Население
| 2002 | 2010 | 2021 |
| ---- | ---- | ---- |
| 364  | ↘284 | ↘146 |

По данным клировых ведомостей за 1914 год, в селе Андрюшинском было 137 дворов, 269 жителей (133 мужчины и 136 женщин).